# Донати, Корсо
Корсо Донати (итал. Corso Donati; вторая половина XIII в.— 6 октября 1308) — флорентийский политик, военный деятель.

## Биография

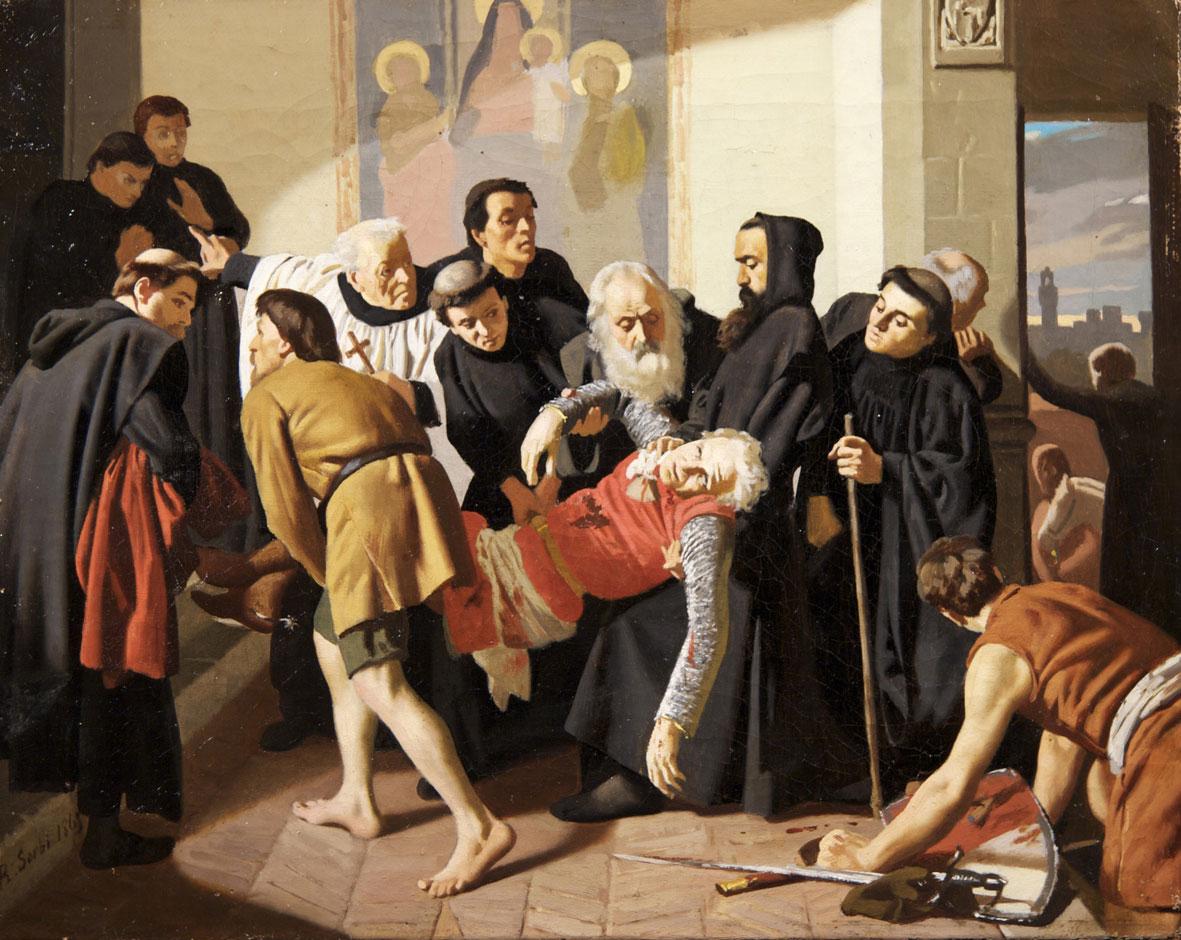
Художник Рафаэлло Сорби. «Корсо Донати смертельно ранен в Сан-Сальви во Флоренции»

Представитель знатного рода Донати в средневековой Флоренции, известного с XI века, владевшего обширными земельными владениями, крупной недвижимостью в самой Флоренции и оказывавшего значительное влияние на городские дела.
После того, как в конце XIII века Донати и другие знатные семейства были отстранены от управления Флоренцией, Корсо стал одним из лидеров оппозиции новой власти пополан.
В 1295 году Корсо, поддержанный папой Бонифацием VIII, взял верх над своими противниками и захватил власть в городе. Однако его партия разделилась на две фракции: на верных Донати «чёрных гвельфов», состоявших из представителей знати, магнатов и зажиточных горожан, связанных с торговлей и капиталом, и «белых гвельфов» во главе с Вьери из семейства Черки, к которым примкнули простолюдины, мелкая знать и большинство образованных людей Флоренции, что не позволило Корсо утвердиться в качестве единовластного правителя Флорентийской республики.
В 1300 году Корсо и его сторонники попытались захватить власть в городе, но потерпели поражение и были изгнаны «белыми гвельфами». В конце 1301 — начале 1302 года Корсо при поддержке папы удалось вернуться во Флоренцию, лидеры «белых гвельфов», в том числе Данте Алигьери, были изгнаны. В 1304 году «белые гвельфы», попытались силой вернуть себе власть в городе, но Корсо Донати и его сторонники нанесли им поражение в сражении при Ластра-алла-Лоджа.
Донати был одним из двенадцати видных флорентийских граждан, вызванных Папой Римским Бенедиктом XI в 1304 году в попытке установить мир в городе.
В 1308 году Корсо был обвинён в заговоре с целью свержения Флорентийской республики и захвата власти в городе с помощью своего родственника Угуччоне делла Фаджиола, гибеллина, был осуждён как мятежник и предатель.
Корсо, сделавший попытку утвердиться в роли единоличного правителя Флоренции, 6 октября 1308 года при попытке бежать из города был убит разъяренной толпой своих противников.

## В литературе
Упоминается в «Истории Флоренции» Макиавелли, «Новой хронике» Джованни Виллани, «Хрониках» Дино Компаньи, «Флорентийской хронике» Бальдассаре Бонаюти, «Корсо Донати» Карло Маренко и «Божественной комедии» Данте Алигьери.

## Память

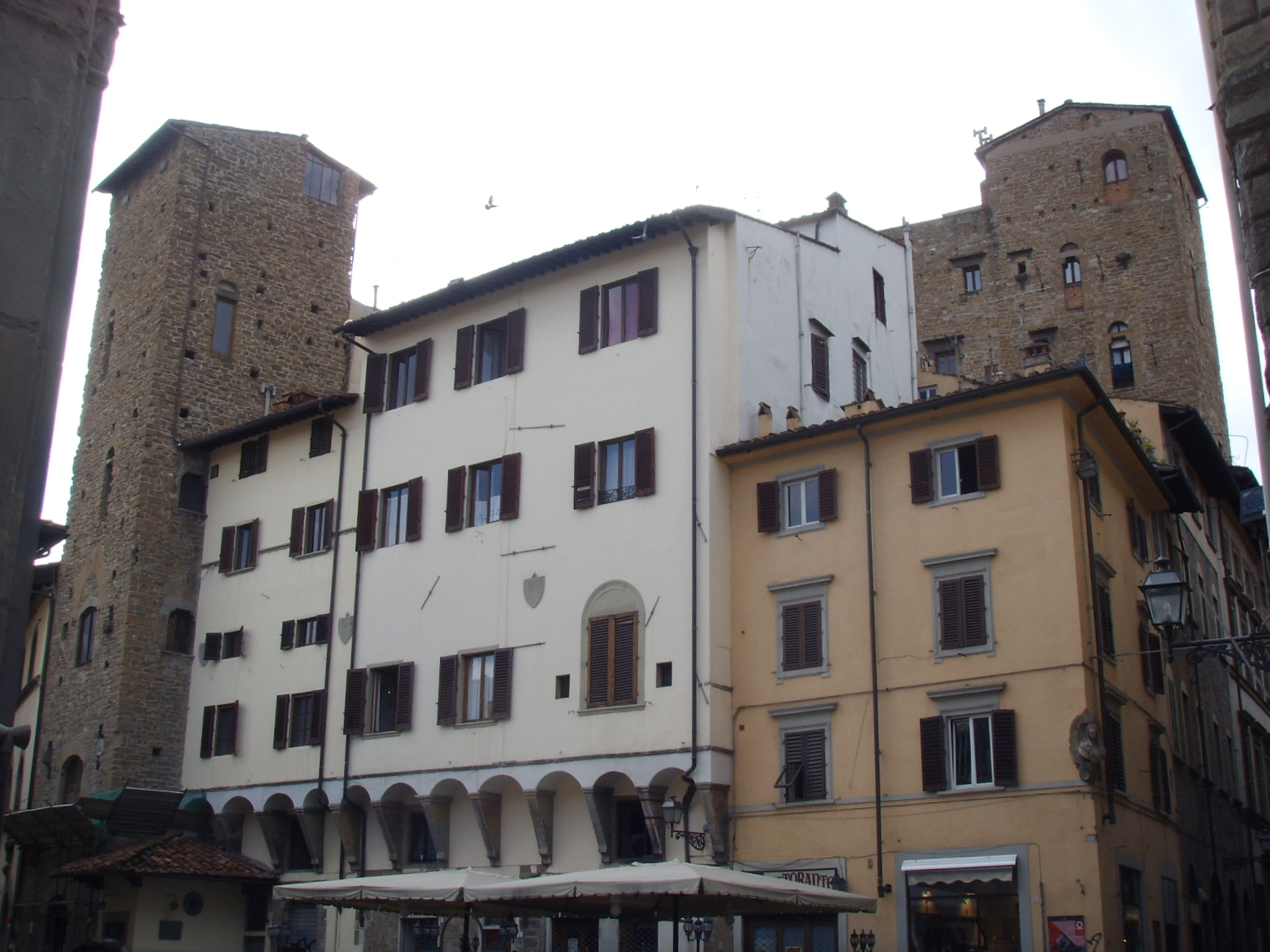
Башни Корсо Донати во Флоренции

- Два башни на площади Сан-Пьер-Маджоре во Флоренции, принадлежавшие Корсо названы в его честь.